# Таунсенд, Сюзанна
Сюзанна Таунсенд (англ. Susannah Townsend, родилась 28 июля 1989 года в Блэкпуле) — британская хоккеистка на траве, полузащитница клуба «Кентербери». В составе сборной Великобритании — чемпион летних Олимпийских игр 2016 года. На международных турнирах представляет Англию, в её составе — чемпионка Европы 2015 года. Лучший хоккеист на траве Великобритании 2014 года.

## Спортивная карьера
Обучалась игре в хоккей на траве в школе Саттон-Уоленс вместе с хоккеистом Эшли Джексоном, будущим капитаном мужской сборной. Выступает в чемпионате Англии за клуб «Кентербери». В составе сборной Англии — чемпионка Европы 2015 года и серебряный призёр Игр Содружества 2014 года, бронзовый призёр чемпионата Европы 2017 года и Игр Содружества 2018 года. В составе сборной Великобритании — чемпионка Олимпийских игр 2016 года. Провела 180 матчей и забила 13 голов за сборные.

## Личная жизнь
Окончила Кентский университет по специальности «психология», свою дипломную работу посвятила изучению эмоций спортсмена, не попавшего в заявку национальной сборной на международный турнир. Сама Сюзанна не попала в заявку на Игры в Лондоне, чему была очень расстроена. Кроме этого, изучала спортивную журналистику в университете Святой Марии (Туикенем).
Открытая лесбиянка.